# Südost Autobahn
Die Südost Autobahn A3 ist eine Autobahn in Österreich. Sie führt von der Süd Autobahn A2 beim Knoten Guntramsdorf bis zum Knoten Eisenstadt, wo sie die Burgenland Schnellstraße S31 kreuzt und in die Ödenburger Straße B16 übergeht.

## Geschichte
Der erste Abschnitt der Südost Autobahn von Eisenstadt nach Großhöflein wurde am 17. Juli 1974 für den Verkehr freigegeben. Weitere Abschnitte folgten in den Jahren 1977, 1980 und 1986. Am 10. Oktober 1991 wurde der Abschnitt Ebreichsdorf Nord – Pottendorf freigegeben. Damit war die Autobahn über knapp mehr als 24 km von Eisenstadt bis Ebreichsdorf Nord befahrbar.
Ursprünglich sollte die Südost Autobahn die mittlerweile fertiggestellte Wiener Außenring Schnellstraße S 1 kreuzen und dann bei der so genannten „gesperrten Ausfahrt“ Simmering in die Autobahn Südosttangente Wien A 23 in Wien eingebunden werden. Erst später erfolgte auf Grund von Protesten von Umweltschützern die Umplanung, in deren Folge die A 2 von Wien bis zum Knoten Guntramsdorf achtspurig ausgebaut wurde. Die Kilometrierung im Burgenland deutet noch auf die ursprüngliche Planung hin. Der „Kilometrierungssprung“ ist an der Landesgrenze Niederösterreich – Burgenland (Leithabrücke) von 17,340 km zu 25,840 km. Dies ist genau die Entfernung vom Knoten Guntramsdorf zum Knoten Vösendorf. Das Teilstück Ebreichsdorf Nord – Knoten Guntramsdorf wurde am 28. Oktober 1996 für den Verkehr freigegeben.

### Ausbau/Lückenschluss
Aktuell geht die Südost Autobahn östlich vom Knoten Eisenstadt, bei Wulkaprodersdorf, in die Ödenburger Straße B 16 über. Diese führt bis zum Grenzübergang Klingenbach/Sopron nach Ungarn.
Auf ungarischer Seite beginnt nördlich von Sopron, kurz nach der Staatsgrenze, die M 85. Da Ungarn sich entschieden hatte, diese mit der Nordumfahrung von Sopron zum Grenzübergang zu bauen, rückte die Transitroute Anfang 2018 stärker in den Fokus.
Der Lückenschluss zwischen dem Knoten Eisenstadt und der Staatsgrenze bei Klingenbach wurde kontroversiell diskutiert, vor allem Anrainergemeinden lehnten ihn ab. Im Jahr 2021 legte Klimaschutzministerin Leonore Gewessler einen Evaluierungsbericht vor, der empfahl, den Lückenschluss auf Grund der Auswirkungen auf Boden und Klima nicht weiterzuverfolgen. Daher wurden die Arbeiten daran gestoppt.
Im Wahlkampf zur Landtagswahl im Burgenland 2025 wurde der Lückenschluss neuerlich diskutiert, da ihn laut Umfrage eine Mehrheit der burgenländischen Bevölkerung befürwortet. Die Parteien äußerten sich vorsichtig und betonten die Notwendigkeit, die Bevölkerung einzubeziehen, oder positionierten sich klar dagegen.

## Streckenverlauf
Die Südostautobahn nimmt am Knoten Guntramsdorf ihren Ausgang von der Südautobahn und quert in südöstlicher Richtung das Wiener Becken bis etwa Hornstein, wo sie das südwestliche Ende des Leithagebirges umrundet und den Knoten Eisenstadt erreicht. In der flachen Wulkasenke wird Wulkaprodersdorf noch östlich umfahren und das derzeitige Ausbauende an der Ödenburger Straße erreicht.
In der anderen Fahrtrichtung ist es von der Südost Autobahn kommend beim Knoten Guntramsdorf nur möglich, die Fahrt auf der Südautobahn in Richtung Wien fortzusetzen. In Richtung Wiener Neustadt ist eine Weiterfahrt nicht möglich. In diesem Fall muss man die Autobahn bereits bei der Anschlussstelle Ebreichsdorf-West verlassen und über die Badener Straße nach Tribuswinkel zur Auffahrt Baden fahren, wo man bei der Süd Autobahn wieder auffahren kann. Alternativ dazu kann man aber auch über die Raststation Guntramsdorf eine Schleife fahren.